# Pittsboro (Indiana)
Pittsboro es un pueblo ubicado en el condado de Hendricks en el estado estadounidense de Indiana. En el Censo de 2010 tenía una población de 2928 habitantes y una densidad poblacional de 383,09 personas por km².

## Geografía
Pittsboro se encuentra ubicado en las coordenadas 39°52′3″N 86°27′52″O / 39.86750, -86.46444. Según la Oficina del Censo de los Estados Unidos, Pittsboro tiene una superficie total de 7.64 km², de la cual 7.64 km² corresponden a tierra firme y (0%) 0 km² es agua.

## Demografía
Según el censo de 2010, había 2928 personas residiendo en Pittsboro. La densidad de población era de 383,09 hab./km². De los 2928 habitantes, Pittsboro estaba compuesto por el 96.65% blancos, el 0.38% eran afroamericanos, el 0.38% eran amerindios, el 0.68% eran asiáticos, el 0% eran isleños del Pacífico, el 0.24% eran de otras razas y el 1.67% pertenecían a dos o más razas. Del total de la población el 1.37% eran hispanos o latinos de cualquier raza.